# Matinsaari (ö i Saarijärvi)
Matinsaari är en ö i Finland. Den ligger i sjön Pyhäjärvi och i kommunen Saarijärvi i den ekonomiska regionen  Saarijärvi-Viitasaari och landskapet Mellersta Finland, i den centrala delen av landet, 290 km norr om huvudstaden Helsingfors. Öns största längd är 1,4 kilometer i sydöst-nordvästlig riktning.